# MXR
MXR - firma produkująca gitary akustyczne i elektryczne (a także wzmacniacze i efekty gitarowe) założona w 1972 roku. Jej założycielami byli Michael Laiacona, Keith Barr i Terry Sherwood. Firma ma siedzibę w Nowym Jorku.

## Produkty

### 1972 - 1984
- M-101 MXR Phase 90
- M-102 MXR Dyna Comp
- M-103 MXR Blue Box
- M-104 MXR Distortion+
- M-105 MXR Phase 45
- M-106 MXR
- M-107 MXR Phase 100
- M-109 MXR 6-Band '
- M-120 MXR
- M-133 MXR Micro Amp
- M-137 MXR Power Converter
- M-144 MXR Loop Selector
- M-148 MXR Micro
- M-152 MXR Micro Flanger
- M-157 MXR Headphone wzmacniacz
- M-1?? MXR Western N.A.M.M. Winter 1982
- M-108 MXR 10-Band Graphic Equalizer'
- M-117 MXR Flanger
- M-118 MXR Analog Delay
- M-134 MXR Stereo Chorus
- M-142 MXR Distortion II
- M-143 MXR Limiter
- M-161 MXR Phaser
- M-162 MXR Preamp
- M-163 MXR Sustain
- M-164 MXR
- M-166 MXR Time Delay
- M-167 MXR
- M-167 MXR
- M-200 MXR Master Pedal Series
- M-201 MXR Phaser
- M-202 MXR Dyna Comp
- M-203 MXR Stereo Flanger
- M-204 MXR Distortion+
- M-205 MXR Stereo Chorus
- M-206 MXR Time Delay
- M-210 MXR Junior

### Inne
- M-110 MXR Auto Phaser
- M-111 MXR Auto Flanger
- M-112 MXR Mini Limiter
- M-113 MXR Digital Delay
- M-113m MXR 320ms Expansion
- M-115 MXR EQ Parametric Equalizer
- M-116 MXR Professional Products Rack
- M-124 MXR Dual 15-Band Graphic Equalizer
- M-125 MXR 31-Band Graphic Equalizer
- M-126 MXR Flanger Doubler
- M-129 MXR Pitch Transposer
- M-131 MXR Pitch Transposer Display
- M-136 MXR Dual Limiter
- M-151 MXR Delay System II
- M-151-1 MXR Delay System II
- M-170 MXR Dual Octave Graphic Equalizer
- M-171 MXR Dual 2/3 Octave Graphic Equalizer
- M-172 MXR 1/3 Octave Graphic Equalizer
- M-174 MXR Pitchshift Doubler
- M-175 MXR Digital Time Delay
- M-180 MXR Omni Multi Effects Unit
- M-181 MXR Omni Foot Pedal Switch Board
- M-186 MXR Digital Time Delay
- M-190 MXR 1500 Digital Delay
- M-191 MXR Digital Reverb
- M-114 MXR Stereo 10-Band EQ
- M-119 MXR Compander
- M-123 MXR Dynamic Processor
- M-127 MXR Stereo 15-Band EQ
- M-128 MXR Mono 31-Band
- M-132 MXR Dynamic Expander
- M-139 MXR Linear Preamp
- M-140 MXR System Preamp
- M-147 MXR Stereo Octave EQ
- M-150 MXR System Preamp II
- M-153 MXR 5-Band Stereo EQ
- M-156 MXR Discorder